# (5576) Albanese
(5576) Albanese est un astéroïde de la ceinture principale.

## Description
(5576) Albanese est un astéroïde de la ceinture principale. Il fut découvert le 26 octobre 1986 à Caussols par le CERGA. Il présente une orbite caractérisée par un demi-grand axe de 2,76 UA, une excentricité de 0,07 et une inclinaison de 5,6° par rapport à l'écliptique.

## Compléments